# Estercoràrids

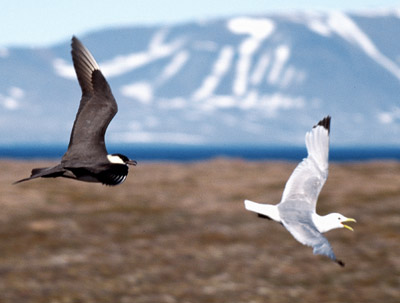
Un paràsit cuapunxegut (Stercorarius parasiticus) empaitant un ocell marí a Svalbard (Noruega)

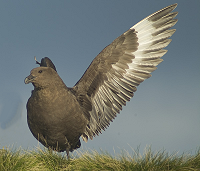
Stercorarius antarcticus fotografiada a Nova Zelanda

Els estercoràrids són una família d'ocells marins de l'ordre dels caradriformes, d'aspecte similar a les gavines i de grans dimensions, a la qual pertanyen les diferents espècies de batlles, cagaires o paràsits.

## Morfologia
- Mida mitjana-gran.
- Plomatge fosc.
- Bec gran, robust i amb la mandíbula superior ganxuda.
- Ales llargues i punxegudes.
- Cua amb les plomes centrals més llargues.
- Potes curtes i peus palmats.

## Reproducció
Nien a terra a les regions temperades i a l'Àrtida.

## Alimentació
Mengen peixos, insectes, vísceres i carronya. En època de cria, també mengen lèmmings i els ous i pollets d'altres ocells. Les espècies més grosses poden matar ocells adults i menjar-se'ls.

## Distribució geogràfica
Crien a l'Europa septentrional, Àsia, Nord-amèrica, sud de Sud-amèrica i illes antàrtiques.

## Costums
Tenen hàbits rapinyaires (encalcen gavines i altres ocells marins per furtar-los el menjar), migren a llargues distàncies i tenen un vol acrobàtic.

## Taxonomia
Les tres espècies més petites d'aquest gènere, totes natives de l'hemisferi nord (longicaudus, parasiticus i pomarinus) tenen, en època de reproducció, unes plomes allargassades al centre de la cua i sovint plomatges groc pàl·lid o blanc pels costats, que manquen en les espècies grans, totes aquestes australs a excepció del paràsit gros. Aquestes diferències d'aspecte han motivat que sovint s'ubiquin els paràsits més grans en un gènere diferent, Catharacta (Brunnich, 1764), mentre que els tres més petits resten en Stercorarius. No obstant això, estudis genètics i del comportament han motivat que s'incloguin tots en el mateix gènere.
Segons la classificació del congrés Ornitològic Internacional (versió 2.11, 2011), els paràsits formen un gènere amb 7 espècies:
- Paràsit cuaample (Stercorarius pomarinus).
- Paràsit cuallarg (Stercorarius longicaudus).
- Paràsit cuapunxegut (Stercorarius parasiticus).
- Paràsit boreal (Stercorarius skua) o (Catharacta skua)..
- Paràsit subantàrtic (Stercorarius antarcticus) o (Catharacta antarctica).
- Paràsit de Xile (Stercorarius chilensis) o (Catharacta chilensis).
- Paràsit austral (Stercorarius maccormicki) o (Catharacta maccormicki).